# Vlag van Aartselaar
De vlag van Aartselaar werd door de gemeenteraad op 28 februari 1985 officieel vastgesteld als de gemeentelijke vlag van de Antwerpse gemeente Aartselaar. Op 1 april 1985 werd hij door het Bestuur van Vlaanderen bevestigd en uiteindelijk gepubliceerd op 8 juli 1986 in het officiële Belgisch Staatsblad.
Officieel wordt de vlag beschreven als:
Zeven even lange banen van geel en van blauw.
De vlag is gebaseerd op een schild afgebeeld op het voormalige gemeentewapen van Aartselaar.

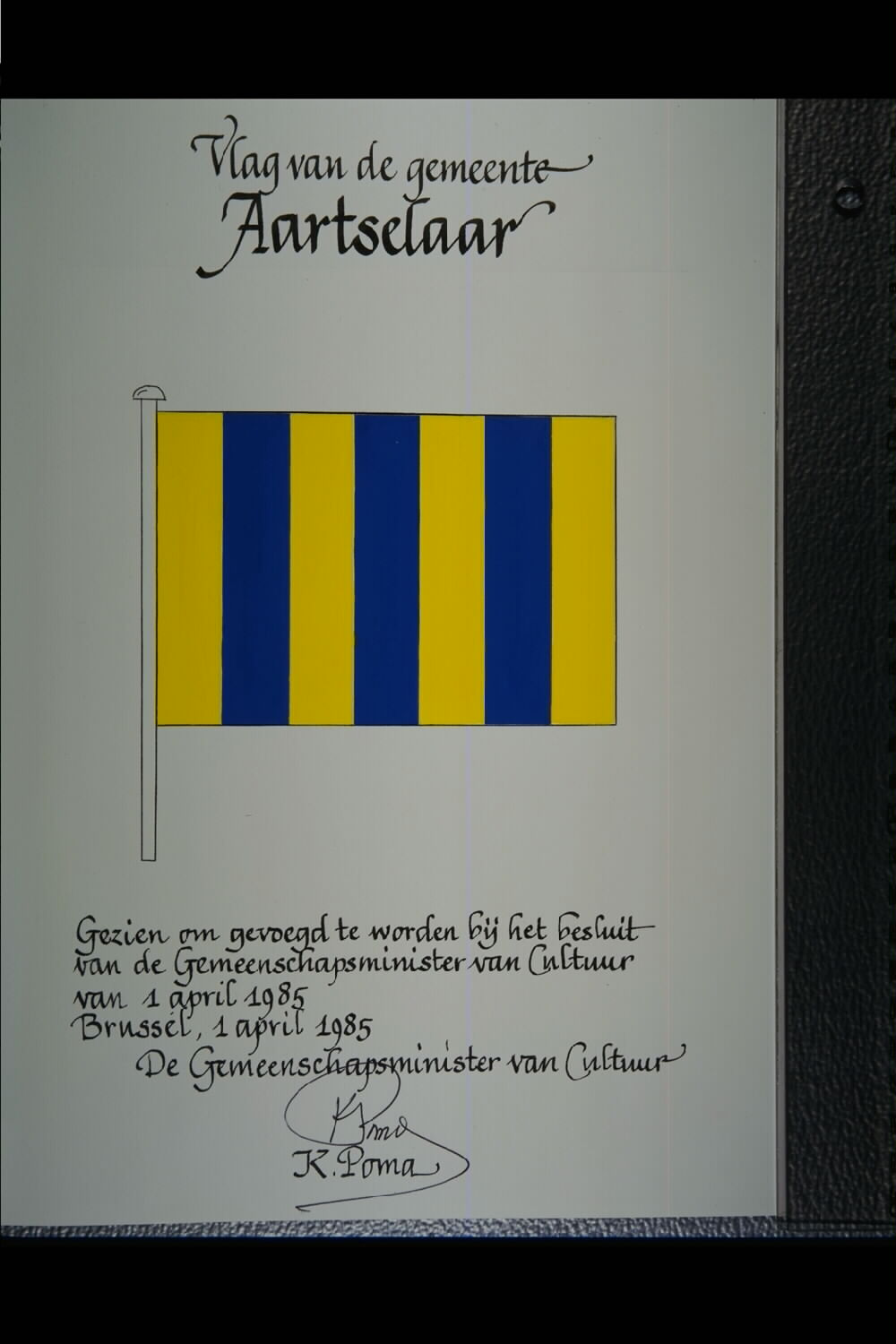
Ontwerp vlag getekend door Karel Poma
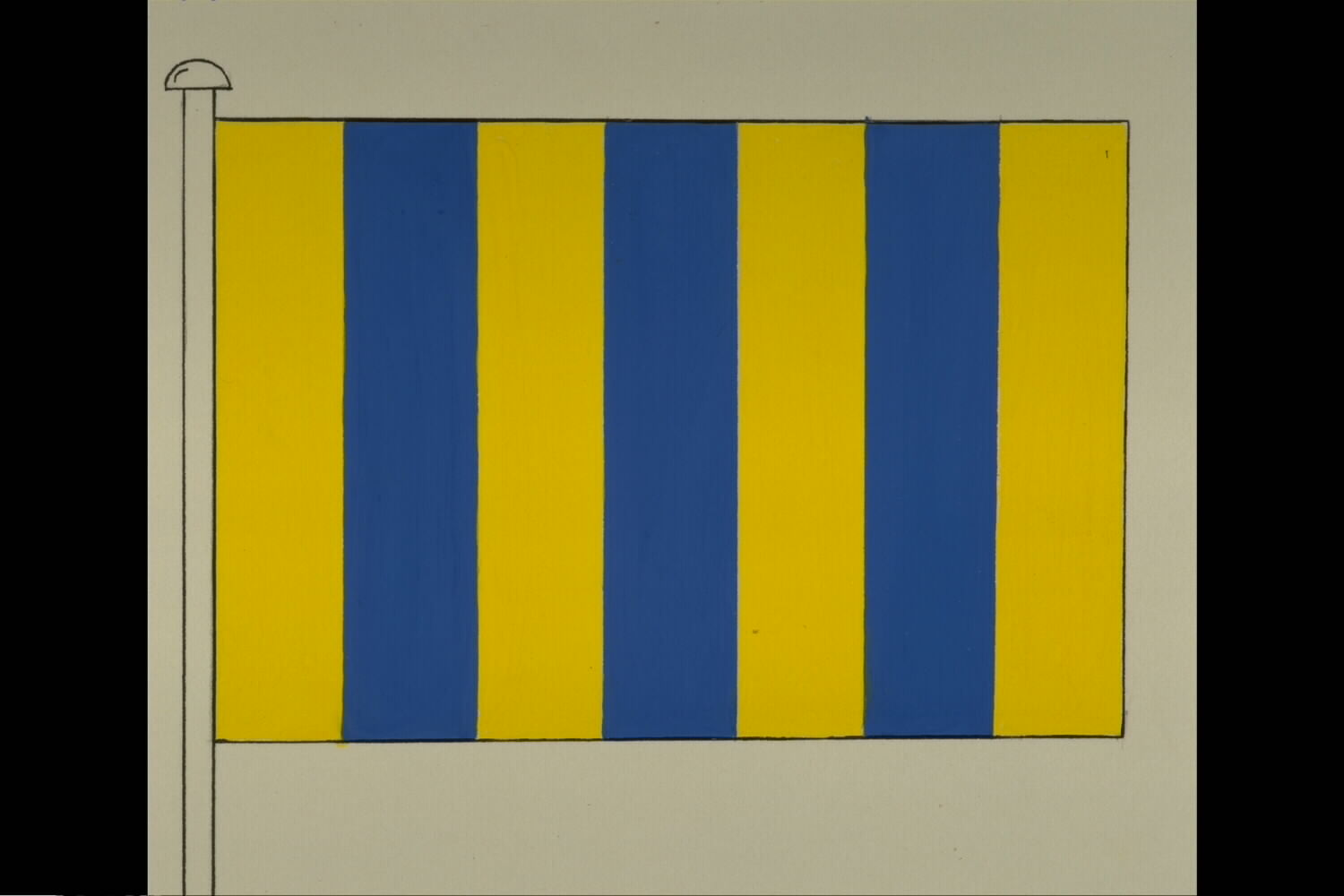
Officiële tekening van de vlag
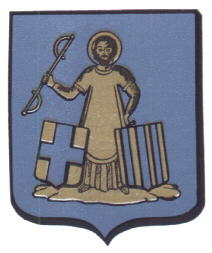
Het oude wapen van Aartselaar